# Heinrich August Winkler
Heinrich August Winkler (Königsberg, 19 dicembre 1938) è uno storico tedesco specializzato nella storia politica della Germania moderna, compresa la Repubblica di Weimar. È professore emerito di storia moderna presso l'Università Humboldt di Berlino.

## Biografia
Heinrich August Winkler nacque a Königsberg dall'assistente scientifico Theodor Winkler (1904-1939) e da sua moglie Brigitte, nata Seraphim (1914-1972). Proviene dalla classe media protestante istruita. Entrambi i genitori avevano un dottorato in storia. Il padre di Winkler proveniva da una famiglia di pastori delle montagne dell'Harz ed è cresciuto a Berlino. Tra i suoi antenati paterni c'erano almeno dieci pastori. Sua madre, figlia dello storico e direttore della Biblioteca Statale e Universitaria di Königsberg, August Robert Seraphim, lavorava come insegnante. La famiglia lasciò la Prussia orientale nell'agosto del 1944 quando lui aveva cinque anni e si trasferì nel Württemberg, nella Germania meridionale, lontano dall'avvicinarsi dell'Armata Rossa. Lì la famiglia conobbe la fine della seconda guerra mondiale.  Winkler crebbe a Urspring, nella valle del Danubio, vicino a Ulm, dove sua madre trovò lavoro come insegnante alla Urspring School, un collegio protestante. Ha frequentato le scuole elementari a Schelklingen e Klingenstein (Württemberg) e si è diplomato al ginnasio Humboldt di Ulm nel febbraio 1957.
Mentre era ancora a scuola, Winkler partecipò alla 23ª Conferenza degli storici tedeschi a Ulm nel 1956 come reporter di 17 anni per un giornale locale e ricevette forti impressioni dai medievalisti Hermann Heimpel, Herbert Grundmann e da Hans Freyer, tra gli altri. Inoltre, guidò un gruppo di lavoro studentesco (il Seminario politico della gioventù di Ulm), che invitava regolarmente i politici a discussioni e organizzava viaggi al Bundestag tedesco a Bonn, all'Assemblea consultiva del Consiglio d'Europa a Strasburgo o all'Assemblea nazionale francese a Parigi.
In seguito studiò storia, scienze politiche, filosofia e diritto pubblico negli atenei di Münster (dove fu particolarmente colpito dallo storico del diritto e sociologo Eugen Rosenstock-Huessy, Heidelberg e Tubinga. Nell'autunno del 1960, Winkler iniziò a Tubinga il lavoro preparatorio per la sua dissertazione sulla politica nazionale del Partito progressista tedesco negli anni 1861-1866, che fu supervisionata da Hans Rothfel; ricevette il dottorato nel giugno 1963. Ha poi lavorato come assistente di ricerca presso la Libera Università di Berlino dal 1964 al 1970. Alla 26ª Conferenza degli storici tedeschi, che si riunì a Berlino nel 1964, visse sia la controversia Fischer che il dibattito conciliare. Disse: "Naturalmente, i miei conflitti con il movimento studentesco sempre più dottrinario e la lotta contro la corruzione del sistema degli esami presso l'Istituto Otto Suhr sono diventati anche esperienze formative. Penso di aver imparato molto per la mia successiva vita politica e universitaria". In questo periodo, Winkler entrò in stretto contatto personale con Richard Löwenthal ed Ernst Fraenkel. Hans Rosenberg gli ha aperto l'approccio storico-sociale in relazione all'accesso alla storia economica. Membro del Partito Socialdemocratico di Germania (SPD) dal 1962, ha legami con numerosi politici di spicco all'interno di quel partito, tra cui l'ex cancelliere Gerhard Schröder.
Nel 1970 divenne, a 32 anni, professore alla Università libera di Berlino. Dal 1972 al 1991 è stato professore all'Università di Friburgo in Brisgovia, cattedra mantenuta per 19 anni. Winkler tenne la sua conferenza inaugurale a Friburgo il 22 novembre 1973 sul rapporto tra rivoluzione borghese e rivoluzione proletaria in Marx ed Engels. La caduta del muro di Berlino, la rivoluzione pacifica nella DDR e la riunificazione tedesca rappresentarono una sfida e un'opportunità per eccellenza per Winkler, come sottolinea Michael Borgolte, che anche lui si trasferì da Friburgo a una cattedra di storia moderna all'Università Humboldt di Berlino nel 1991. Come direttore generale dell'istituto, Winkler dovette inizialmente affrontare una massiccia ostilità da parte dei "vecchi quadri" e, sotto grande stress personale, lavorò con altri per portarli in linea con gli standard della Germania Ovest e internazionali dell'insegnamento storico. L'approccio di Winkler e della politica scientifica della Germania Ovest non fu privo di controversie. Lo storico di Monaco Christian Meier ha attestato alla politica la "sensibilità di un carro armato" nominando Winkler a una posizione di responsabilità, un uomo il cui "tatto è indirettamente proporzionale" alla "difficoltà del compito che ha di fronte". Dopo un altro decennio e mezzo di ricerca e insegnamento presso l'Università Humboldt, Heinrich August Winkler è andato in pensione il 1º aprile 2007.

## Impegno politico
Per sua stessa ammissione, Winkler era fortemente interessato alla politica fin dalla tenera età e guidò un gruppo di lavoro studentesco, il Seminario politico della gioventù di Ulm. Dopo essere stato coinvolto nella CDU da studente, ruppe questo legame a causa della campagna elettorale del 1961, in cui Willy Brandt fu tra l'altro diffamato come emigrante e si unì alla SPD nel 1962. 
A metà degli anni '80, Winkler intervenne nella Historikerstreit. Al fianco di Rudolf Augstein e Jürgen Habermas, si schierò contro le opinioni di Ernst Nolte in un dibattito con articoli sui principali quotidiani e settimanali nazionali, che accusò di banalizzare i crimini nazionalsocialisti che servirono a costruire un'intatta coscienza nazionale tedesca.
Heinrich August Winkler è stato co-editore della rivista Geschichte und Gesellschaft dal 1975 al 1999 ed è co-editore dell'edizione berlinese dei discorsi e delle lettere di Willy Brandt. È stato membro del Comitato Consultivo Scientifico della Fondazione Memoriale del Presidente del Reich Friedrich Ebert, della Casa di Storia della Repubblica Federale di Germania e dell'Istituto per la Storia Contemporanea. Ha anche lavorato nella Commissione Mista per lo Studio della Storia Recente delle Relazioni Russo-Tedesche ed è stato membro del Comitato Consultivo Internazionale della Fondazione del Cancelliere Federale Willy Brandt.
Ha teorizzato che dal 1848 al 1949 i tedeschi furono "un popolo senza rivoluzione", la cui storia fu caratterizzata da una serie di riforme calate dall'alto.

### Dopo il pensionamento
Winkler si è più volte espresso in luoghi di rilievo contro l'adesione della Turchia all'UE.  Nel novembre 2009, tuttavia, ha precisato questo punto di vista in un'intervista e ha fatto riferimento solo al rispetto dei criteri di Copenaghen come prerequisito per l'adesione. Winkler professa "un certo ottimismo" sulla volontà dei musulmani in Germania di integrarsi, poiché i sondaggi mostrano che i musulmani che vivono nel territorio tedesco affermano la libertà di fede, di opinione e di stampa, nonché i diritti fondamentali. Tuttavia, il fatto che molti studiosi di diritto islamico permettano l'applicazione dei diritti umani solo nel quadro della Sharia, ma ne neghino l'inalienabilità, ha un effetto inibitorio. Guardando indietro al 2014, Winkler ha detto il 25 gennaio 2015: "L'imprevedibilità e l'onnipresenza del terrorismo islamista hanno causato un senso di insicurezza più di qualsiasi altro evento dell'ultimo anno. A posteriori, l'attacco terroristico agli Stati Uniti dell'11 settembre 2001 sembra essere la dimostrazione di contenuti del 21° secolo".

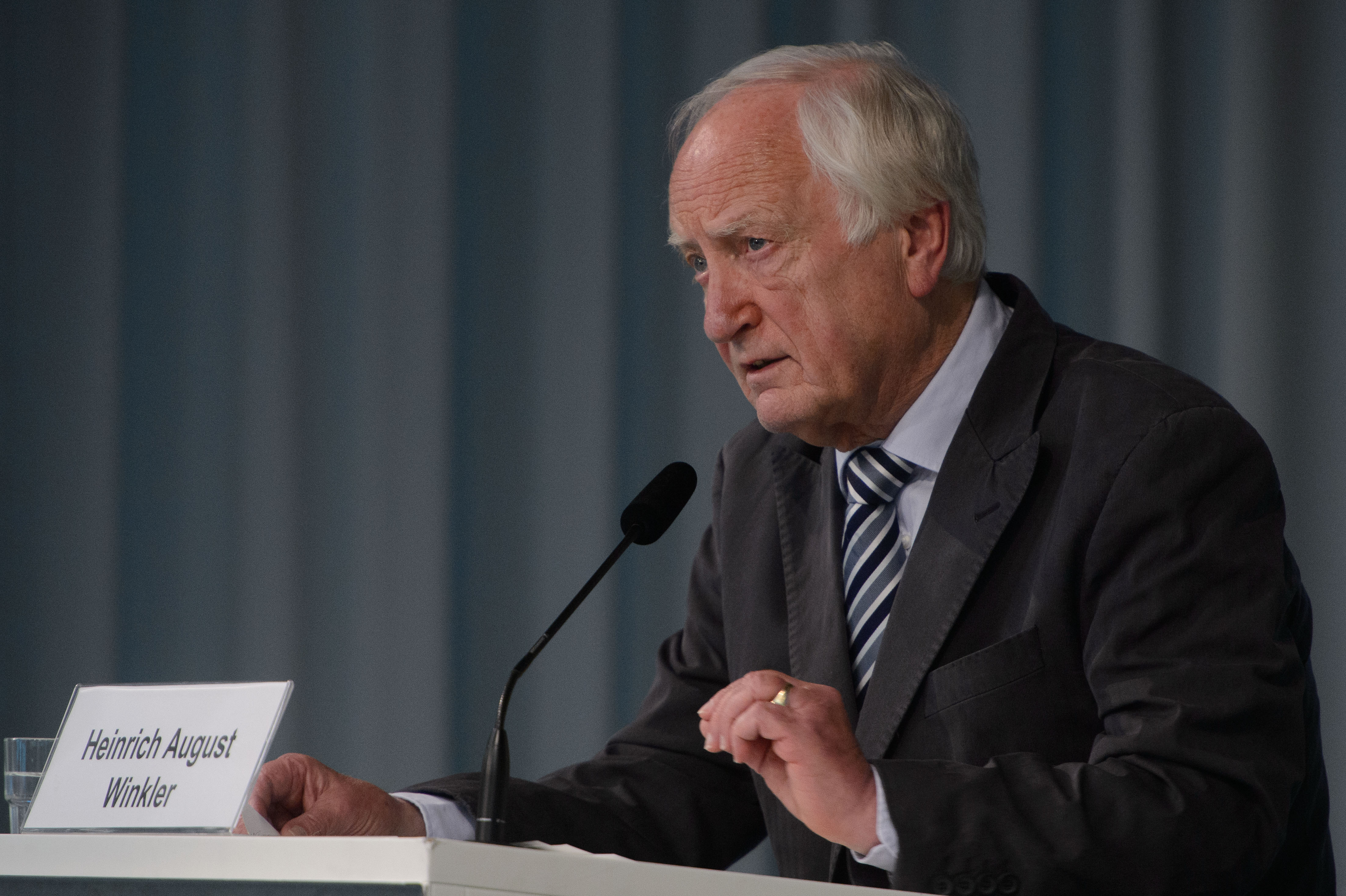
Heinrich August Winkler durante un discorso nel 2014

L'8 maggio 2015, Winkler ha tenuto il discorso di apertura alla cerimonia di commemorazione del Bundestag tedesco in occasione del 70° anniversario della fine della Seconda Guerra Mondiale. Lo storico lo vede come il punto di svolta più profondo della storia tedesca. I successi elettorali dei nazionalsocialisti alla fine della Repubblica di Weimar e la rapida crescita della popolarità di Hitler non possono essere spiegati senza le riserve dei tedeschi contro la democrazia occidentale. Il riconoscimento dell'Olocausto come "fatto centrale della storia tedesca del XX secolo" era ancora lontano tra i tedeschi, anche dopo la fine della guerra. È vero che hanno anche avuto un ruolo nei processi di emancipazione occidentale della prima età moderna. Tuttavia, le principali élite tedesche si erano rifiutate di accettare le conseguenze politiche essenziali dell'Illuminismo, le idee della Rivoluzione americana del 1776 e della Rivoluzione francese del 1789 fino al XX secolo: i principi guida dei diritti umani inalienabili, della sovranità popolare e della democrazia rappresentativa. Secondo Winkler, la "seconda possibilità" della Germania (Fritz Stern), il raggiungimento dell'unità tedesca nel 1990, si basava sul fatto che la Germania aveva "rotto in modo credibile con quelle parti della sua tradizione politica che ostacolavano lo sviluppo di una democrazia liberale con caratteristiche occidentali".
Nella crisi dei rifugiati dal 2015, Winkler ha chiesto nel 2016 un approccio più serio alla "sfida dell'integrazione". In Germania c'è "un divario Est-Ovest, anche in termini di familiarità con la democrazia occidentale", e molti tedeschi sono interiormente impreparati alle conseguenze della crescente migrazione. Allo stesso tempo, si può osservare "una sorta di senso quasi nazionalistico della missione, soprattutto a sinistra del centro", che in alcuni casi si intensifica fino a un "monopolio morale tedesco" e ostacola una politica realistica in materia di asilo e rifugiati. La Germania ha bisogno "da un lato di una politica umanitaria in materia di asilo e rifugiati [...] dall'altro, però, una politica dell'immigrazione sobriamente orientata ai propri interessi sociali".
In occasione del 100º anniversario della fondazione della Repubblica di Weimar, Winkler ha contraddetto un articolo della settimana precedente dei redattori Matthias Geis e Bernd Ulrich su Die Zeit del febbraio 2019, che aveva attestato la disastrosa tendenza dell'allora SPD "ad adattarsi alle condizioni prevalenti". Secondo Winkler, senza la "disponibilità al compromesso di classe", non ci sarebbe stata né la risoluzione di pace del Reichstag del luglio 1917, "né la prima democrazia tedesca basata sulla cooperazione delle forze moderate della classe operaia e della borghesia".
Alla luce della crisi del coronavirus nella primavera del 2020, Winkler riteneva illusorio pensare che gli oneri che ne derivavano potessero essere superati solo con il nuovo debito. La Germania non sarà in grado di evitare una "redistribuzione su larga scala", una condivisione dell'onere tra coloro che sono meno colpiti dalle conseguenze materiali e coloro la cui esistenza professionale è in pericolo. Questa redistribuzione supererà di gran lunga la storica equiparazione degli oneri a favore degli sfollati e dei bombardati dopo la seconda guerra mondiale. "È possibile che i costi che la Germania dovrà affrontare saranno anche più alti di quelli dell'unità tedesca dopo il 1990". Nel quadro dell'Unione Europea, lo storico chiede agli Stati economicamente più forti di fornire "aiuto per l'auto-aiuto" a quelli economicamente più deboli.
In relazione alla guerra di aggressione russa contro l'Ucraina dal febbraio 2022, Winkler ha paragonato il presidente russo Vladimir Putin in un articolo per Die Zeit ad altri ultranazionalisti noti nel contesto della storia contemporanea, come Slobodan Milošević, Benito Mussolini e Adolf Hitler. Tutti avevano strumentalizzato la storia stilizzandosi come vittime di potenti nemici con riferimento a sconfitte reali o percepite e invocando la memoria di un presunto grande passato: "Come politico della storia, Putin sembra un docile studente di Adolf Hitler". Tuttavia, l'Occidente ha imparato e, a differenza del 1938, non si impegnerà più nell'appeasement.

## Opere scelte
- Arbeiter und Arbeiterbewegung in der Weimarer Republik, in tre volumi, Dietz, Berlin, 1984–1987;
  - Volume 1: Von der Revolution zur Stabilisierung. 1918 bis 1924 (= Geschichte der Arbeiter und der Arbeiterbewegung in Deutschland seit dem Ende des 18. Jahrhunderts. Bd. 9). 1984, ISBN 3-8012-0093-0;
  - Volume 2: Der Schein der Normalität. 1924 bis 1930 (= Geschichte der Arbeiter und der Arbeiterbewegung in Deutschland seit dem Ende des 18. Jahrhunderts. Bd. 10). 1985, ISBN 3-8012-0094-9;
  - Volume 3: Der Weg in die Katastrophe. 1930 bis 1933 (= Geschichte der Arbeiter und der Arbeiterbewegung in Deutschland seit dem Ende des 18. Jahrhunderts. Bd. 11). 1987, ISBN 3-8012-0095-7.
- La Repubblica di Weimar. 1918-1933. Storia della prima democrazia tedesca, traduzione di Michele Sampaolo, Roma, Donzelli, 1998 [1993], ISBN 88-7989-428-5.
- (con Gian Enrico Rusconi) L'eredità di Weimar, Roma, Donzelli, 1999, ISBN 88-7989-500-1.
- Grande storia della Germania, in due volumi, traduzione di Stefania Scarabello e Valentina Daniele, Roma, Donzelli, 2004, ISBN 9788879899079